# Amadeus II van Savoye
Amadeus II van Savoye (rond 1048 - 26 januari 1080), was de tweede zoon van graaf Otto van Savoye en Adelheid van Susa. 
In 1073 bezocht Amadeus, samen met zijn moeder, Rome. In 1078 volgde hij zijn broer Peter I van Savoye op als markgraaf van Susa, graaf van Savoye en van Maurienne. Adelheid was echter de sterke vrouw achter Amadeus' bestuur en steunde vooral haar schoonzoon, keizer Hendrik IV. Amadeus is begraven in Saint-Jean-de-Maurienne.
Amadeus huwde met Johanna van Genève, dochter van graaf Gerold I van Genève, en had volgende kinderen:
- Adelheid, die huwde met Manasses, heer van Coligny
- mogelijk Auxilia, die huwde met Humbert II, heer van Beaujeu (-1103).
- Humbert II van Savoye (-1103), opvolgende graaf
- mogelijk Odo
- mogelijk een dochter die gehuwd was met Ulric heer van Bâgé-la-Ville en Bresse (Frankrijk)

Johanna bracht als bruidsschat de plaats Valromey mee.